# Miss Atlántico Internacional 2014
Miss Atlántico Internacional 2014 fue la 20.ª edición del concurso Miss Atlántico Internacional, el cual se realizó en Punta del Este, Uruguay el 9 de febrero de 2014 en donde 13 concursantes de diferentes países compitieron por el título. Lorena Romaso, Miss Atlántico Internacional 2013 de Uruguay coronó a su sucesora Mireia Lalaguna de España, como la nueva Miss Atlántico Internacional 2014 al final del evento.

## Resultados
| Posiciones                        | Delegada                               |
| --------------------------------- | -------------------------------------- |
| Miss Atlántico Internacional 2014 | - España - Mireia Lalaguna             |
| Primera finalista                 | - República Dominicana - Rosa Martínez |
| Segunda finalista                 | - Brasil - Raphaela Ferreira           |

### Premios Especiales
| Resultado Final         | Candidata                          |
| ----------------------- | ---------------------------------- |
| Mejor Traje Nacional    | - Venezuela - Ellen Arellano       |
| Mejor Traje de Fantasía | - Panamá - Ariadna Ruíz            |
| Miss Simpatía           | - Colombia - María Alejandra Ortiz |
| Miss Fotogénica         | - Venezuela - Ellen Arellano       |
| Miss Internet           | - Uruguay - Cinthia Amorín         |

## Candidatas
13 candidatas fueron confirmadas para participar en el concurso:
| Pais/Territorio      | Candidata             | Edad | Estatura (m) |
| -------------------- | --------------------- | ---- | ------------ |
| Argentina            | Carolina Yanuzzi      | 25   | 1.75 m       |
| Brasil               | Raphaela Ferreira     | 26   | 1.74 m       |
| Chile                | Valeska Paz Farías    | 24   | 1.78 m       |
| Colombia             | Maria Alejandra Ortíz | 23   | 1.70 m       |
| Ecuador              | María Belén Ruíz      | 22   | 1.77 m       |
| España               | Mireia Lalaguna Royo  | 21   | 1.78 m       |
| Nicaragua            | Kayling Durán         | 19   | 1.70 m       |
| Panamá               | Ariadna Ruíz          | 20   | 1.67 m       |
| Paraguay             | Sandra Rojas          | 19   | 1.73 m       |
| Perú                 | Estefaní Mauricci     | 21   | 1.74 m       |
| República Dominicana | Rosa Martínez         | 22   | 1.74 m       |
| Uruguay              | Cinthia Amorín        | 23   | 1.74 m       |
| Venezuela            | Ellen Arellano        | 21   | 1.71 m       |

## Reemplazos
- Colombia: Manuela Vélez fue reemplazada por María Alejandra Ortiz por razones aún desconocidas.

## Retiros
- Costa Rica: Natalie Álvarez fue retirada del concurso por razones aún desconocidas.
- México: Salet Sulub fue retirada del concurso por razones aún desconocidas.
- Sudáfrica: Angelique Foucher fue retirada del concurso por razones aún desconocidas.

## Participaciones en otros certámenes
Miss Mundo:
- 2015:  España - Mireia Lalaguna (Ganadora)

Miss Tierra:
- 2014:  Argentina - Carolina Yanuzzi

Miss Turismo Mundo:
- 2013:  República Dominicana - Rosa Martínez (Mejor Traje de Noche)

Reinado Internacional del Café:
- 2012:  Uruguay - Cinthia Amorín

Reina Mundial del Banano:
- 2013:  Argentina - Carolina Yanuzzi (Primera Finalista & Miss Fotogénica)

Miss Caraïbes Hibiscus:
- 2013:  República Dominicana - Rosa Martínez (Primera Finalista)

Miss Italia en el Mundo:
- 2011:  Perú - Estefaní Mauricci (Top 20)

Miss Panamerican Internacional:
- 2013:  República Dominicana - Rosa Martínez

Miss Global Teen:
- 2010:  Perú - Estefani Mauricci (Top 15)